# The Pigeon Detectives

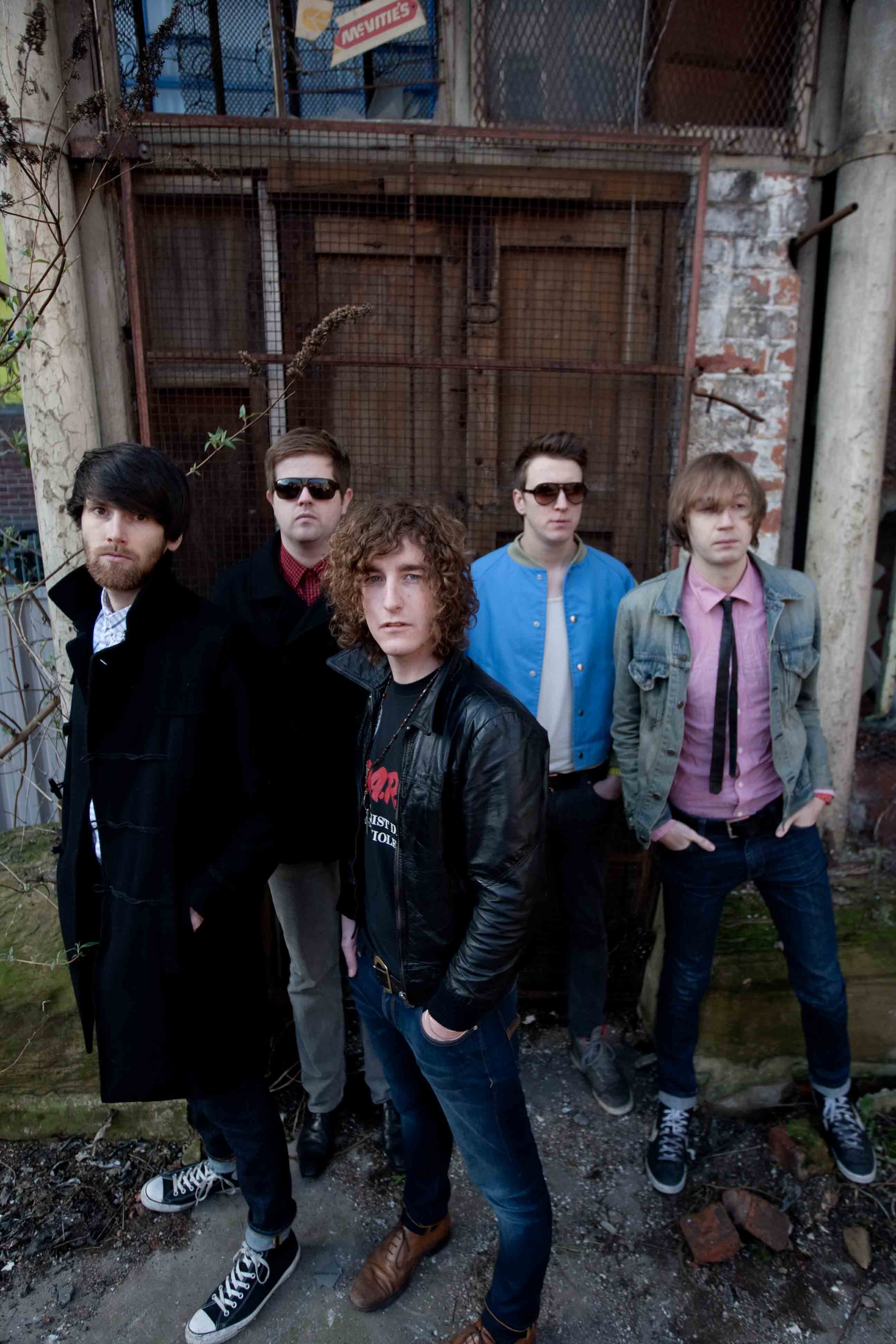
The Pigeon Detectives

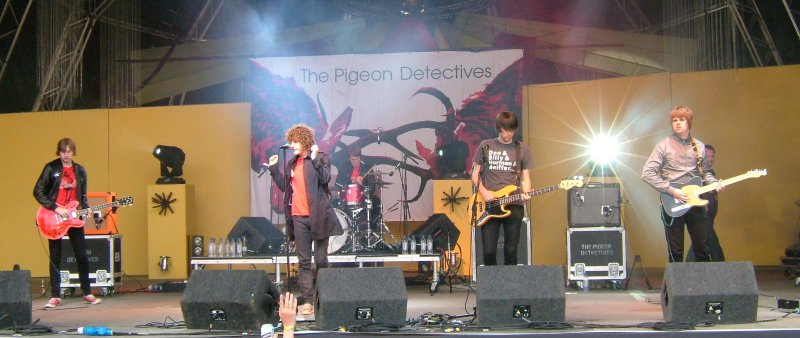
The Pigeon Detectives tijdens een optreden in 2007

The Pigeon Detectives is een band uit Rothwell, Leeds, Groot-Brittannië en werd gevormd in 2002.

## Geschiedenis
De band trad op op festivals in Reading en Leeds in 2006, naar aanleiding waarvan ze in een NME-recensie werden omschreven als "de band die waarschijnlijk op het hoofdpodium komt te staan".
Ze traden op in het voorprogramma van de Dirty Pretty Things tijdens hun lentetournee in 2006, en begin november 2006 in het voorprogramma van de Kaiser Chiefs, die bekendstaan als liefhebbers van The Pigeon Detectives. Rond diezelfde tijd scoorden ze hun eerste Britse hitje met I Found Out. Ze staan onder contract bij het label Dance to the radio, waaronder hun debuutalbum Wait For Me op 28 mei 2007 werd uitgebracht. Het album, dat in de herfst van 2006 verscheen, werd geproduceerd door Will Jackson (Kaiser Chiefs/Embrace) en voor een deel gemixt door Cenzo Townshend (Snow Patrol/Kaiser Chiefs/Bloc Party) en Steve Harris (The Automatic/U2).
Het album lekte op 11 april 2007 uit op undergroundmuzieksites. Het album kwam terecht op nummer 3 in de album-top 40 van Groot-Brittannië.
In 2007 trad de groep op in de indiatent van het Lowlands festival en in 2008 stonden ze wederom op Lowlands.
In 2008 kwam hun tweede album Emergency uit. Het album werd geproduceerd door Stephen Street (Blur/Babyshambles/The Smiths/Kaiser Chiefs/Feeder) en verscheen op 26 mei 2008, minder dan een jaar na Wait For Me. Het album behaalde de 5e positie in de UK Album Chart.
De eerste single van het album was This Is An Emergency, die op 12 mei van dat jaar uitkwam. De tweede single was Everybody Wants Me. De derde single kwam op 20 november uit en was getiteld Say It Like You Mean It.

## Leden
- Matt Bowman (zang)
- Oliver Main (leadgitarist)
- Ryan Wilson (backupgitarist)
- Dave Best (basgitarist)
- Jimmi Naylor (drumstel)

## Discografie

### Singles
- You Know I Love You - 17 juli 2006
- I Found Out - 6 november 2006, nr. 39 UK
- Romantic Type - 26 februari 2007, nr. 19 UK
- I'm Not Sorry - 21 mei 2007, nr. 12 UK
- Take Her Back - 2007, nr. 20 UK
- I Found Out 2008 - 2008
- This Is An Emergency - 12 mei 2008, nr. 14 UK
- Everybody Wants Me - 2008, nr. 51 UK
- Say It like You Mean It - 20 november 2008
- Animal - 22 januari 2013
- I Won't Come Back - 8 april 2013
- Sounding The Alarm - 2016
- Lose Control - 4 November 2016
- I Found Out - 3 februari 2023
- Lovers Come and Lovers Go - 9 maart 2023
- Falling To Pieces - 21 april 2023
- Summer Girl - 9 juni 2023

### Albums
- Wait For Me - 28 mei 2007, nr. 3 UK
- Emergency - 26 mei 2008, nr. 5 UK
- Up, Guards And At 'Em! - 4 april 2011
- We Met At Sea - 29 april 2013
- Broken Glances - 24 februari 2017
- Wait For Me (10th Anniversary Deluxe Edition) - 26 mei 2017
- Emergency (15 Year Anniversary Version) - 17 februari 2023
- TV Show - 7 juli 2023
- TV Show (Acoustic Deluxe) - 6 oktober 2023